# Helen van der Ben
Helena Johanna „Helen“ van der Ben, nach Heirat Helena Johanna Lejeune-van der Ben, (* 25. Juli 1964 in Amsterdam) ist eine ehemalige niederländische Hockeyspielerin. Sie gewann mit der niederländischen Nationalmannschaft die olympische Bronzemedaille 1988. Sie war zweimal Weltmeisterin und einmal Europameisterin.

## Sportliche Karriere
Die 1,82 m große Verteidigerin wirkte zwischen 1984 und 1992 in 129 Länderspielen mit.
Bei der Weltmeisterschaft 1986 in Amstelveen gewannen die Niederländerinnen ihre Vorrundengruppe vor den Kanadierinnen. Nach einem 3:1-Halbfinalsieg über die Neuseeländerinnen gewannen die Niederländerinnen das Finale gegen die deutschen Damen mit 3:0. Helen van der Ben kam im Turnierverlauf auf vier Einsätze, im Finale wurde sie nicht eingesetzt. Bei der Europameisterschaft 1987 in London gewannen die Niederländerinnen den Titel mit einem Finalsieg nach Verlängerung gegen die englische Mannschaft. Bei den Olympischen Spielen 1988 in Seoul unterlagen die Niederländerinnen im Halbfinale den Australierinnen mit 2:3. Im Spiel um Bronze bezwangen sie die britische Olympiaauswahl mit 3:1. Die Weltmeisterschaft 1990 wurde in Sydney ausgetragen, die Mannschaft des Gastgeberlandes waren die Olympiasiegerinnen von 1988. Die Australierinnen und die Niederländerinnen gewannen jeweils ihre Vorrundengruppe und setzten sich auch im Halbfinale durch, die Niederländerinnen mit einem 5:0 über die Engländerinnen. Im Finale siegten die Niederländerinnen mit 3:1. Bei den Olympischen Spielen 1992 in Barcelona belegten die Niederländerinnen wegen des schlechteren Torverhältnisses nur den dritten Platz in ihrer Vorrundengruppe und erreichten damit die Platzierungsspiele um die Plätze 5 bis 8. Am Ende wurden sie Sechste hinter den Australierinnen. Helen Lejeune-van der Ben war mit vier Treffern erfolgreichste Torschützin ihrer Mannschaft.
Auf Vereinsebene war Helen van der Ben für den Amsterdamsche Hockey & Bandy Club aktiv, mit dem sie mehrfach die niederländische Meisterschaft und den EuroHockey Champions Cup gewann. Nach ihrer Karriere arbeitete sie als Trainerin.